# Krásno (Sokolovi járás)
Krásno település Csehországban, a Sokolovi járásban. Krásno Bečov nad Teplou, Horní Slavkov, Stanovice, Nová Ves és Rovná településekkel határos. Lakosainak száma 701 fő (2024. január 1.).

## Népesség
A település lakosságának változását az alábbi diagram mutatja:
| Lakosok száma | 4173 | 3996 | 2927 | 1085 | 552  | 730  | 692  | 709  | 689  | 701  |
|               | 1869 | 1900 | 1930 | 1961 | 1980 | 2014 | 2017 | 2019 | 2022 | 2024 |